# Haliplus lineatocollis
Haliplus lineatocollis är en skalbaggsart som först beskrevs av Thomas Marsham 1802.  Haliplus lineatocollis ingår i släktet Haliplus, och familjen vattentrampare. Arten är reproducerande i Sverige.

## Bildgalleri

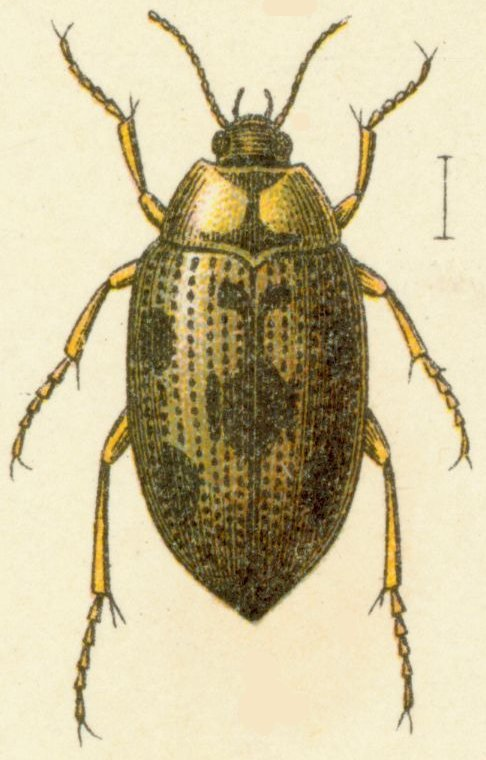